# Hersengymnastiek
Hersengymnastiek was een Nederlands radioprogramma, dat van 1938 tot 1992, met een onderbreking tijdens de Tweede Wereldoorlog, werd uitgezonden door de AVRO.

## Geschiedenis
Het idee in Nederland een quiz op de radio uit te zenden was van AVRO-programmaleider Jaap den Daas. De eerste quiz in de geschiedenis werd in 1935 uitgezonden in Canada en een jaar later volgde het Amerikaanse programma Professor Quiz. De eerste uitzending van Hersengymnastiek vond plaats op 26 mei 1938 en werd gepresenteerd door Gisbert de Josselin de Jong.

## Spel
In het programma namen twee teams het tegen elkaar op, waaraan algemene kennisvragen gesteld werden. Een andere presentator van het eerste uur was Gustav Czopp. Toen het programma na de bevrijding terugkeerde, was de presentatie in handen van Jan Boots en Bob Wallagh. Latere presentatoren waren Jan van Herpen, Lex Braamhorst, Gerard Sonder, Hans Schiffers en Aldith Hunkar. De puntentelling werd in de naoorlogse jaren bijgehouden door omroepster Mieke Melcher. De vraag "Hoe is de stand, Mieke?" werd een gevleugelde uitspraak, en bleef zelfs gehandhaafd toen Melcher werd opgevolgd door assistentes met een andere naam, zoals Cisca Harms en Joke Braamhorst. Het werd ook de titel van een boek uit 1947 waarin duizend quizvragen waren opgenomen.
Tijdens de quiz werden ook steevast muzikale vragen gesteld. Vaste medewerkers waren de pianisten Gerard van Krevelen en later Rudy van Houten. De herkenningsmelodie van de quiz was het refrein van het Engelse liedje 'Run, rabbit run'.

## Status
Hersengymnastiek was in zijn hoogtijdagen, de jaren vijftig, bijzonder populair en kreeg concurrentie van talloze andere spelletjes. Enige tijd werd het ook op televisie uitgezonden, maar daar hadden andere programma's zoals die van Theo Eerdmans meer succes. Hersengymnastiek bleef als radioprogramma lang bestaan en was ten tijde van het einde in 1992 een van de oudste programma's ter wereld.